# Енні Кінні
Енні Кінні (13 вересня 1879 — 9 липня 1953) — англійська суфражистка з робітничого класу та соціал-феміністка, провідна фігура Жіночого соціально-політичного союзу; засновниця першої його філії в Лондоні разом з Мінні Болдок. Кінні привернула увагу громадськості в 1905 році, коли її та Кристабель Панкгерст ув'язнили на кілька днів за напад і перешкоджання проведенню мітингу щодо допиту Едварда Ґрея на мітингу лібералів у Манчестері щодо права голосу для жінок. Цей інцидент започаткував новий етап в боротьбі за виборчі права жінок у Великій Британії з застосуванням бойової тактики: рух суфражеток.

## Життєпис
Народилась у 1879 році в Спрінгхеді, Великий Манчестер, у родині Гораціо Нельсона Кенні (1849–1912) та Енні Вуд (1852–1905) четвертою донькою з 14-ти дітей, 11 з яких пережили дитинство. Ще шість сестер: Сара (Нелл), Еліс, Керолайн (Кіті), Джейн (Дженні) і Джессі, не вижили. Батьки заохочували читання, дискусії та соціалістичні теорії. Три сестри стали вчительками, брат Роуленд Кенні став першим редактором (у 1912 році) Daily Herald.
Енні почала підробляти на бавовняній фабриці у 10 років, одночасно відвідуючи школу. Вона стала працювати повний робочий день (тобто 12-годинні зміни з шостої ранку) у 13 років. Вона працювала помічницею ткалі, або «наметницею», частиною її роботи було пристосування та заміна котушок і ниток, коли вони рвалися; під час однієї з таких операцій один з її пальців відірвало прядильною бобіною. Кінні пропрацювала на заводі 15 років, брала участь у профспілковій діяльності, продовжувала свою освіту шляхом самонавчання та — натхненна публікацією Роберта Блетчфорда «The Clarion» — просувала вивчення літератури серед своїх колег по роботі. Вона постійно відвідувала церкву і співала у місцевому хорі.
Коли її мати Енн Вуд передчасно померла 53-річною у січні 1905 року, Кенні та її шестеро братів і сестер залишилися з батьком на Редгрейв-стріт, 71, Олдем. Після втрати Кінні активно залучилась у феміністську діяльність. 
Енні Кінні мала багато близьких подруг серед учасниць суфражистського руху. Існують твердження, що Кристабель Панкгерст і Енні Кінні були коханками. Вони разом їздили у відпустку в Сарк, але деякі джерела припускають, що стосунки були радше платонічними, ніж романтичними. Кінні дружила з родиною Блатвейтів. Вона часто гостювала в їхньому домі, Орлиному будинку, посадила там чотири дерева. Блатвейти оплачували подарунки та годинники, рахунки за лікування та стоматологію для Кінні та її сестер. Мері Блатвейт робила нотатки у своєму щоденнику про жінок, з якими спала Кінні, коли зупинялася в Орлиному будинку. Серед них сама Мері Блатвейт, Клара Кодд і Адела Панкгерст, загалом десять ймовірних коханок, зокрема, баронеса Еммелін Петік-Лоуренс. Причиною цих нотаток вважають ревнощі Блатвейт..
Після того, як у 1918 році жінки вибороли право голосу, Кенні одружилася з Джеймсом Тейлором (1893 – 1977) і оселилася в Лечуорті, Хартфордшир. У 1921 році народила сина Воріка Кенні Тейлора. 
Померла після інсульту 9 липня 1953 року у віці 73 років у Лістерській лікарні, Гітчін. Її похорони відбулися згідно з обрядами AMORC, і її прах був розвіяний її сім'єю на Седдлворт Мур.

## Активізм
Кенні стала активно брати участь у Жіночому соціально-політичному союзі (WSPU) після смерті матері, почувши з сестрою Джессі виступ Терези Біллінгтон-Грейг та Кристабель Панкгерст в Олдгемському соціалістичному вокальному клубі Clarion у 1905 році. Кінні описала промову Біллінгтон як «кувалду холодної логіки та розуму». Кінні запросили зустрітися з матір’ю Кристабель Еммелін Панкгерст через тиждень. Це призвело до щотижневих візитів на південь, де Кінні вчилась публічних виступів і збирала листівки про виборче право для жінок. Сестри Джессі передавали їх працівницям млинів Олдгема. Кінні знайшла себе, розповідаючи про трудові права, безробіття та надання жінкам права голосу у великому натовпі Манчестера.
Під час мітингу ліберальних партій у Free Trade Hall у Манчестері в жовтні 1905 року Кенні та Крістабель Панкгерст перервали політичну зустріч, на якій були присутні Вінстон Черчилль і сер Едвард Ґрей, вигукнувши: «Чи буде ліберальний уряд давати голоси жінкам?». Після розгортання банеру «Голосуй за жінок» і вигуків їх вигнали з мітингу та заарештували за перешкоджання; Панкгерст взяли під варту за технічний напад на поліцейського після того, як вона плюнула в нього, щоб спровокувати арешт (хоча пізніше вона написала, що це був сухий, несправжній плювок). Кінні ув'язнили на три дні за участь у протесті; загалом її арештовували 13 разів.

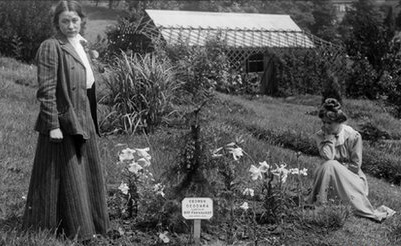
Адела Панкгерст (зліва) і Кінні, зображені у 1909 році біля дерева, посадженого Еммелін Пангхерст

Еммелін Панкгерст написала у своїй автобіографії, що «це був початок кампанії, подібної до якої ніколи не було в Англії чи в будь-якій іншій країні... ми переривали дуже багато зустрічей... і нас жорстоко і образливо виганяли. Часто ми були в синцях».
Кінні та Мінні Болдок заснували першу лондонську філію WPSU в Кеннінг-Тауні в 1906 році, проводячи зустрічі в міському Публічному Холі. У червні того ж року Кінні, Аделаїду Найт і місис Сбарборо заарештували, коли вони намагалися отримати аудієнцію у Його Святості Асквіта, тодішнього міністра фінансів. З шести тижнів ув'язнення або відмови від передвиборчої кампанії на один рік на вибір, Кінні вибрала в'язницю, як і інші. Кінні запрошували виступати на зібраннях працюючих жінок по всій країні протягом кампанії, включаючи тижневу агітацію в Ліверпулі на вуличних зустрічах, організованих Патрисією Вудлок і Еліс Моріссі.
Кінні увійшла до вищої ієрархії WSPU, ставши заступницею у 1912 році. У 1913 році вона з Флорою Драммонд організувала для представниць WSPU розмову з провідними політиками Девідом Ллойд Джорджем та сером Едвардом Ґреєм. Зустріч була організована з умовою, що це будуть робітниці, які представляють свій клас. Вони обговорили жахливу оплату праці та умови праці і сподівалися, що голосування дозволить жінкам кинути виклик статус-кво демократичним шляхом. Еліс Гоукінс з Лестера пояснила, як її колеги-чоловіки можуть вибрати чоловіка, який їх представлятиме, тоді як жінки не будуть представлені.

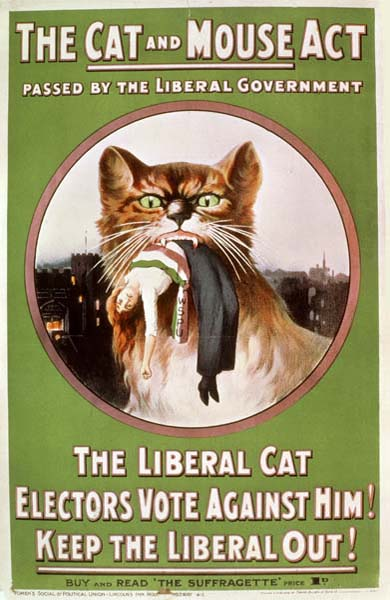
Плакат проти закону «Коти-мишки».

Кінні, яка брала участь в інших акціях непокори і багато разів зазнавала примусового годування, завжди була сповнена рішучості протистояти владі та підкреслювати несправедливість Закону про кота та мишку (суфражистське прізвисько для Закону про в’язнів). Прихильники, зокрема Агнес Гарбен та її чоловік, запропонували Кінні та іншим оздоровитися в їхньому заміському будинку, Ньюлендс, Чалфонт Сент-Пітер. В січні 1914 року, будучи щойно звільненою з в’язниці і дуже слабкою, Кінні відвідала зустріч в ратуші Найтсбріджа під головуванням Нори Дейкр Фокс, генеральної секретарки WSPU. Як писала The Times:
Міс Кінні доставили на зустріч у кінній санітарній машині; її принесли на засідання на ношах, які підняли на платформу і поставили на два стільці. Вона підняла праву руку, змахнула хусткою і, накрившись ковдрою, непорушно лежала, дивлячись на публіку. Пізніше її ліцензію за законом «Коти-мишки» виставили на продаж. Місіс Дейкр Фокс заявила, що вже була отримана пропозиція в 15 фунтів стерлінгів, а наступною була пропозиція в 20 фунтів стерлінгів, потім було зроблено пропозицію у 25 фунтів стерлінгів, і за цією ціною її було продано. Незабаром після цього міс Кінні повернули до машини швидкої допомоги. Детективи були присутні, але не було зроблено жодної спроби знову заарештувати міс Кінні, термін дії ліцензії якої закінчився.
WSPU нагородив Кенні медаллю «За відвагу» за голодування.
З початком Першої світової війни у 1914 році Еммелін Панкгерст запропонувала змінити фокус і закликала жінок брати активну участь у військовій роботі, беручись за роботи, які традиційно вважалися чоловічими. На сторінках «Суфражистки» закликали «у тисячу разів більше боротися з кайзером заради свободи, ніж боротися з Урядом за виборче право». Восени 1915 року Кінні супроводжувала Еммелін Панкгерст, Флору Драммонд, Нору Дейкр Фокс і Грейс Роу до Південного Вельсу у Мідлендз та Клайдсайд під час вербування та читання лекцій, щоб заохотити профспілки підтримувати військових. Кінні донесла своє послання аж до Франції та США.
У серпні 1921 року Кінні почала публікувати свої «Одкровення» та «Секрети суфражисток» у серії з 12-ти статей у популярній шотландській газеті The Sunday Post серед новин, історій і коротких репортажів, що цікавлять людей. Серія розпочиналась зі складної історії її життя «дівчини на заводі» (з 10 років неповний робочий день, з 13 повний); як вона приєдналася до соціалістичного хору Clarion і таким чином почула виступ Кристабель Панкгерст, а через тиждень була гостею в будинку Панкгерст у Манчестері. Далі вона описує, що відчувала, почавши виступати публічно перед натовпом колег-фабричниць, і як навчилася справлятися з хвилюванням. В інших епізодах Кінні від першої особи описала драматичні події (і людей, яких зустрічала) під час своєї активної боротьби за виборче право для жінок. В останній статті в листопаді того ж року вона описала зустріч з архієпископом Кентерберійським (Рендалл Девідсон) у Ламбетському палаці в 1914 році, стверджуючи, що він «притулок», доки жінкам не буде надано право голосу; вона детально розповідає про різні спроби змусити її піти, арешти, оголошення 7-денного голодування, звільнення, щоб одужати, і повернення, щоб сидіти на порозі, лише щоб її відвезли на машині швидкої допомоги до лазарету робітного будинку.

## Визнання
У 1999 році Рада Олдема встановила блакитну меморіальну дошку на честь Енні Кінні на Ліс Брук Мілл у Лізі, поблизу Олдгема, де Кінні розпочала роботу в 1892 році. 14 грудня 2018 року було відкрито статую, фінансовану громадськоістю, перед Старою ратушею в Олдгемі.
Її ім'я та зображення (а також 58 інших поборниць виборчого права для жінок) викарбувано на постаменті статуї Міллісент Фосетт на Парламентській площі в Лондоні, відкритої у 2018 році.